# Rottmar
Rottmar ist ein Ortsteil der Gemeinde Föritztal im Landkreis Sonneberg in Thüringen.

## Lage

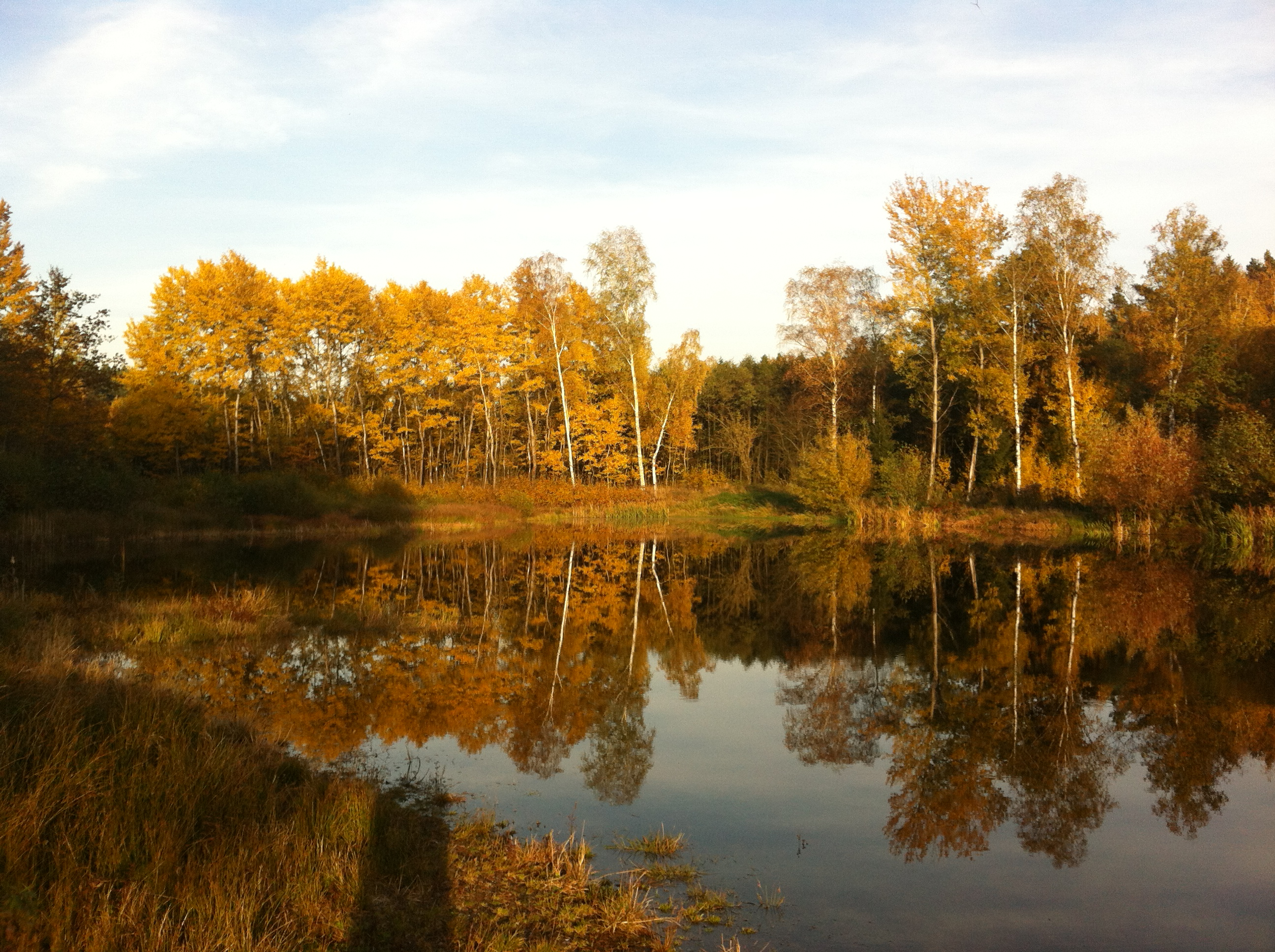
Hallteich Rottmar

Rottmar liegt in der Oberlinder Ebene südwestlich von Föritz an der Bundesstraße 89 und hat eine Anbindung auch über die Kreisstraße 29.

## Natur
Unweit vom Ortskern Rottmar, nahe dem Sportplatz, liegen die Hallteiche. Die Hallteiche werden teilweise für die Fischzucht genutzt. Gleichzeitig dienen sie als Naherholungsgebiet für die dort lebenden Menschen.

## Geschichte
1275 wurde das Dorf erstmals urkundlich erwähnt.
Am nordöstlichen Ortsrand von Rottmar bestand um 1880 eine von insgesamt fünf Ziegeleien im Umkreis der Stadt Sonneberg, die ihre Entstehung auch dem Sonnenberger Stadtbrand und folgenden Wiederaufbau ab Mitte des 19. Jahrhunderts verdanken. Weitere 50 meist kleine oder rinnenartige Gruben und Abbaufelder entstanden noch beim Eisenbahn- und Straßenbau (für Bahndämme) und für die Sandgewinnung (wohl auch spezielle Sande für Glashütten). Nach der Stilllegung der Ziegeleien wurden einige der bereits vom Grundwasser gefluteten tiefliegenden Gruben zu Fischteichen, während die Mehrzahl der höher liegenden Abbaufelder von Wiederaufforstung oder Einplanierung betroffen waren.
Am 1. Juli 1950 wurde Rottmar nach Gefell eingemeindet. Diese Gemeinde wiederum wurde am 30. Juni 1994 nach Föritz eingemeindet. Die Gemeinde Föritz wurde am 6. Juli 2018 mit zwei weiteren Gemeinden zu der neuen Gemeinde Föritztal zusammengeschlossen.
Ein Gewerbegebiet wurde seit der Wende geschaffen.

## Vereine
- Freiwillige Feuerwehr Rottmar/Gefell e. V.
- SV Rottmar/Gefell e. V.
- Verein für Rassegeflügel- und Kaninchenzucht e. V. Rottmar

## Dialekt
In Rottmar wird Itzgründisch, ein mainfränkischer Dialekt, gesprochen.